# Ulica Tadeusza Kościuszki w Tarnowskich Górach
Ulica Tadeusza Kościuszki w Tarnowskich Górach – jedna z głównych ulic miasta Tarnowskie Góry znajdująca się w dzielnicy Śródmieście-Centrum i stanowiąca drogę powiatową klasy L nr 3292S powiatu tarnogórskiego.

## Przebieg
Ulica rozpoczyna swój przebieg od skrzyżowania z inną drogą powiatową – ulicą Henryka Sienkiewicza – a następnie biegnie w kierunku zachodnim, krzyżując się m.in. z ulicami Adama Mickiewicza, Stefana Okrzei i Janusza Korczaka (z dwoma ostatnimi w formie niewielkich skrzyżowań o ruchu okrężnym). Kończy się na skrzyżowaniu z ulicą Generała Józefa Hallera.

## Nazwa
W latach 1914–1925 oraz 1939–1945 ulica nosiła nazwę Moltkestraße upamiętniającą wybitnego pruskiego generała i feldmarszałka Helmuta Karla Bernharda von Moltke. Po przyłączeniu miasta do II Rzeczypospolitej w 1922 roku, dopiero 25 maja 1925 urzędowo zmieniono niemieckie nazwy na polskie i ulicę nazwano imieniem Tadeusza Kościuszki. Nazwa ta obowiązywała do wybuchu II wojny światowej w 1939, kiedy to przywrócono nazwę niemieckojęzyczną. Ponownie imię Tadeusza Kościuszki ulica nosi od 1945 aż po dziś dzień.

## Historia

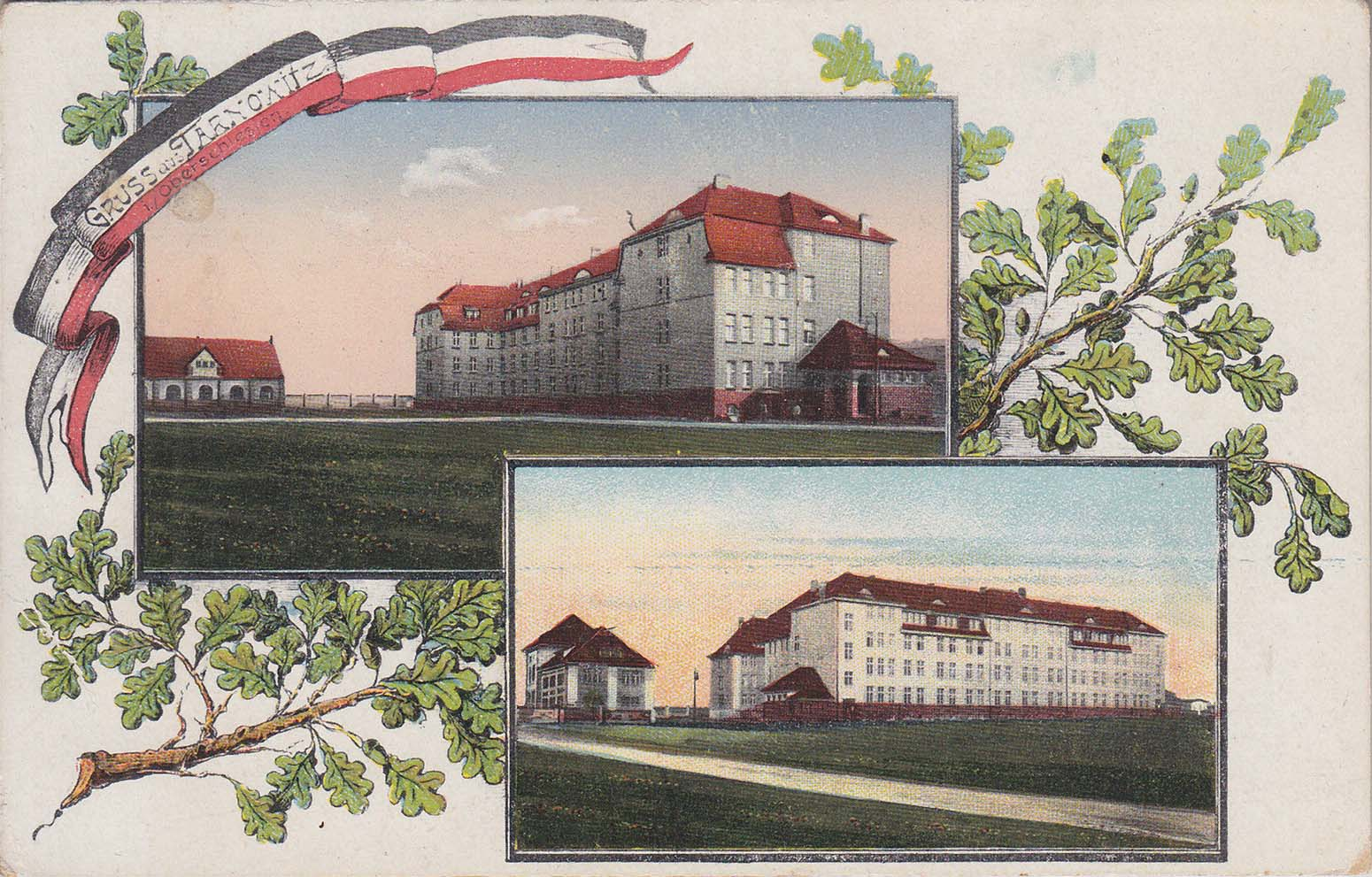
Koszary 3 Batalionu 156 Pułku Piechoty (3 Śląskiego) przy ul. Kościuszki. Pocztówka z 1916

Pierwsza mapa Tarnowskich Gór, na której pojawia się odcinek obecnej ulicy Tadeusza Kościuszki pomiędzy skrzyżowaniami z ulicami Sienkiewicza i Mickiewicza to plan miasta w skali 1:5000 wydany przez Alfreda Adolpha w 1920 roku. Był on podstawą dla mapy topograficznej w skali 1:25 000 (Messtischblatt) wschodniej części Niemiec z 1940 roku, arkusz 5579 Tarnowitz.
Ulica została wytyczona w latach 1913–1914 jako droga prowadząca do wybudowanych w tym samym okresie na ówczesnych obrzeżach miasta koszar dla przenoszonego z Brzegu III Batalionu 156 Pułku Piechoty (3. Schlesisches Infanterie-Regiment Nr. 156). Została ona zbudowana kosztem fragmentu ogrodu należącego do strzeleckiego bractwa kurkowego pomiędzy wybudowanymi w latach 1804–1805 budynkami domu bractwa i strzelnicą.
Koszary tworzyły zwarty obszar ograniczony obecnymi ulicami: Kościuszki, Mickiewicza, Bohaterów Monte Cassino, zaś od wschodu otaczały je budynki urzędnicze przy ulicy Sienkiewicza.
W 1903 zbudowano istniejącą do dzisiaj halę strzelecką (Schießhalle) przy ul. Kościuszki 5. Przejściowo pełniła one inne funkcje, np. sali gimnastycznej.
W 1907 powstała urzędnicza spółdzielnia mieszkaniowa (Beamtenwohnungs- und Sparverein), która m.in. przy ulicy Kościuszki, a także przy obecnych ulicach Nakielskiej, Sienkiewicza i Powstańców Śląskich, wybudowała z pomocą państwowych funduszy domy o 153 mieszkaniach.

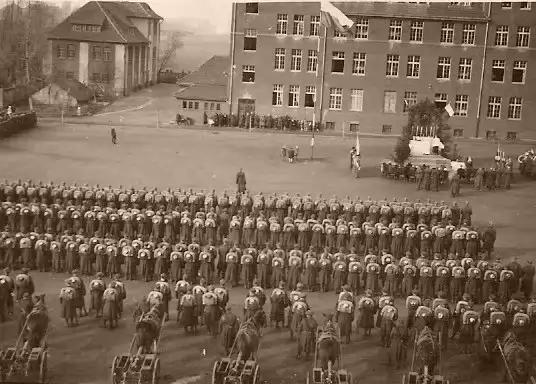
Święto 11 Pułku Piechoty. Zdjęcie z ok. 1931

Wraz z przejęciem władzy nad miastem przez stronę polską 26 czerwca 1922 istniejące przy ul. Kościuszki koszary przejęte zostały przez 11 Pułk Piechoty, natomiast po II wojnie światowej w czasach Polski Ludowej, a następnie III RP, na terenie koszar rozlokowane były kolejno:
- w latach 1945–1958 – 35 Pułk Piechoty,
- 1958–1961 – 8 Dywizjon Artylerii Rakietowej,
- 1961–2001 – 12 Pułk Kolejowy (wcześniej 12 Batalion Drogowy, 12 Batalion Kolejowy), w ramach którego funkcjonowały:
  - 1989–1991 – 12 Wojskowe Zakłady Budownictwa Kolejowego
  - 1991–2001 – 4 Ośrodek Przechowywania Sprzętu.

W latach 1945–2010 najpierw w budynku dawnego kasyna oficerskiego na roku ul. Kościuszki i Mickiewicza (ul. Kościuszki 9), a następnie w dawnym budynku sztabu 12 Pułku Kolejowego przy ul. Mickiewicza 27, mieściła się siedziba Wojskowej Komendy Uzupełnień.
Stopniowa zabudowa budynkami wielorodzinnymi obszaru położonego przy ulicy Kościuszki postępowała od lat 20. XX wieku. W 1924 roku przy tej ulicy (oraz przy ulicy Księcia Jana Opolskiego) powstał zespół 3-kondygnacyjnych domów czynszowych nakrytych stromymi dachami pokrytymi dachówką, mieszczących 72 średniej wielkości mieszkania. Kolejnym etapem była rozpoczęta w 1954 budowa Osiedla Mickiewicza w kwartale ulic: Kościuszki, Mickiewicza, Wojska Polskiego i Okrzei. Tworzą one typowe dla tego okresu zakładowe osiedle robotnicze (tzw. ZOR) o zubożonej architekturze socrealistycznej. Renowacja części tych budynków (obejmująca m.in. ich termomodernizację, jednak bez odtworzenia ozdobnych gzymsów i opasek otworów okiennych) została przeprowadzona w latach 2014–2015.
Pierwsze 5-kondygnacyjne bloki z wielkiej płyty zaczęły powstawać po przedłużeniu ulicy Kościuszki dalej w kierunku zachodnim na początku lat 70. Wcześniej, bo w 1964, jeden blok powstał na terenie dawniej należącym do bractwa strzeleckiego.
W 2004 część dawnych budynków wojskowych (w tym m.in. brama wjazdowa na teren koszar wraz ze schronem obserwacyjnym z lat 20. XX wieku ) zostało wyburzonych pod budowę hipermarketu sieci Carrefour. Inwestycja została zakończona w 2006 roku.

## Budynki

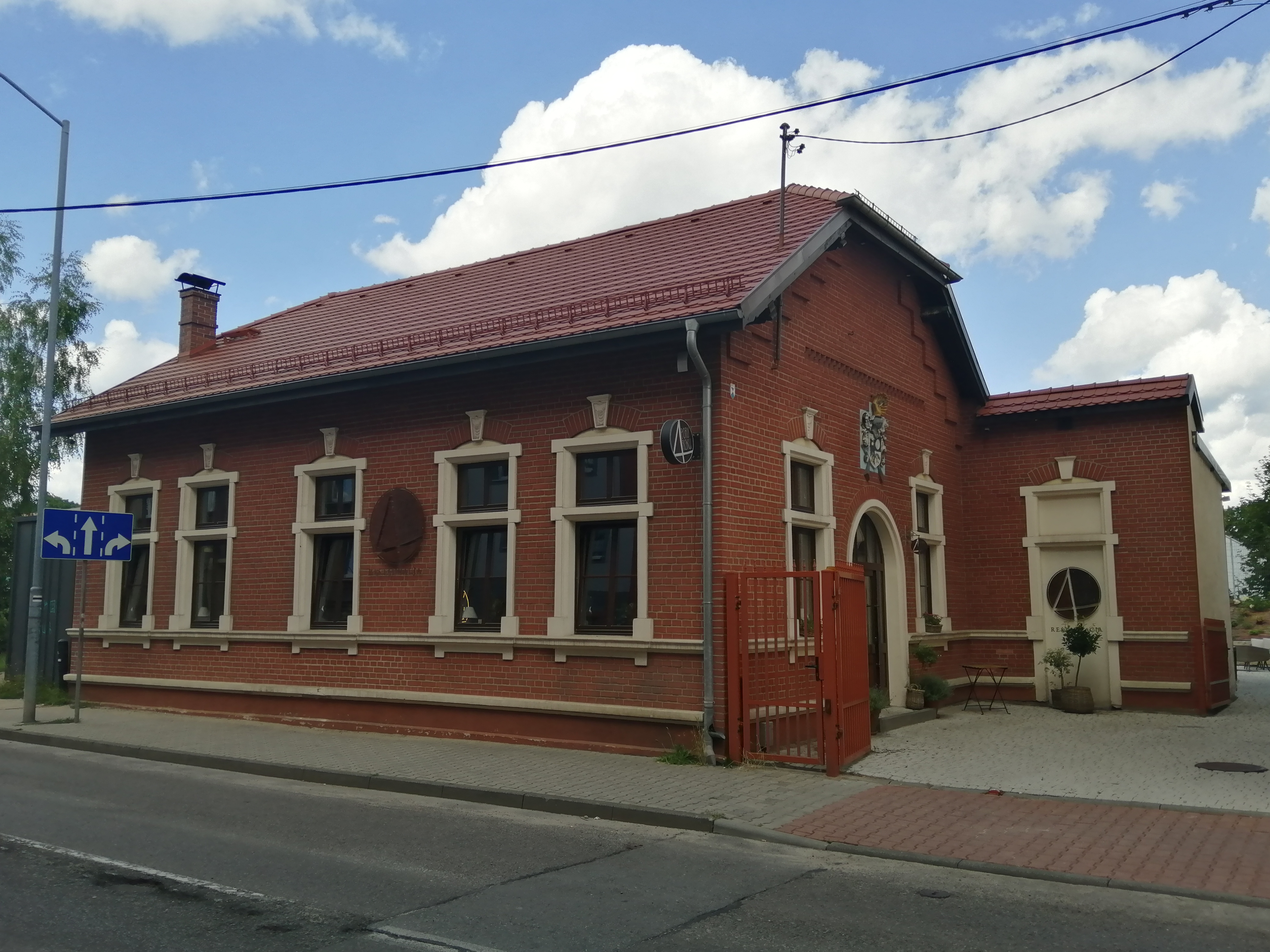
Zabytkowy budynek strzelnicy bractwa kurkowego, ul. Kościuszki 5. Zdjęcie z 2021

Przy ulicy Kościuszki znajdują się obiekty wpisane do rejestru zabytków:
- budynek dawnej strzelnicy bractwa kurkowego z 1903 roku o cechach eklektycznych, wyremontowany w 2015 – ul. T. Kościuszki 5 – nr rej. A/116/04 z 30 kwietnia 2004,
- budynek dawnego kasyna wojskowego, przez pewien czas siedziba WKU, z lat 1914–1917 – ul. T. Kościuszki 9 (przy skrzyżowaniu z ul. Mickiewicza) – nr rej. A/230/10 z 22 czerwca 2010 (decyzja o wpisie uchylona przez Ministra Kultury i Dziedzictwa Narodowego dnia 26 maja 2011 – wykreślony z rejestru[25]). Budynek posiada trójkątne szczyty nadokienne, na osi środkowej występujące z łamanym dachem i kolumnowym portalem zwieńczonym półkolistym, łamanym szczytem[17].

Przy ulicy Kościuszki znajdują się też budynki wpisane do Gminnej Ewidencji Zabytków:
- budynek mieszkalny wielorodzinny z 1914 roku przy ul. T. Kościuszki 1 oraz
- budynek mieszkalny wielorodzinny z 1914 roku przy ul. T. Kościuszki 3.

Zabytkami nie są natomiast:
- kwartał socrealistycznej zabudowy pierwszej części Osiedla Mickiewicza,
- hipermarket Carrefour – wybudowany w 2006 roku na miejscu części budynków koszar – ul. Kościuszki 5[27],
- budynek dawnej siedziby Prokuratury Rejonowej w Tarnowskich Górach (przeniesiona w 2015 roku na ul. Opolską 21)[28] – ul. Kościuszki 6-8
- szkoła podstawowa nr 9 im. Mikołaja Kopernika – ul. Janusza Korczaka 2[29] (róg Kościuszki),
- przedszkole nr 11 – ul. Adama Mickiewicza 18[30] (róg Kościuszki),
- Powiatowe Centrum Pomocy Rodzinie – ul. Sienkiewicza 16 (róg Kościuszki)[31].

## Komunikacja
Według stanu z grudnia 2022 roku ulicą Kościuszki kursują autobusy organizowane przez Zarząd Transportu Metropolitalnego , obsługujące następujące linie:
- 174 (Sowice Czarna Huta – Bobrowniki Śląskie),
- 189 (Strzybnica Kościelna – Tarnowskie Góry Dworzec),
- 671 (Pniowiec Pętla – Tarnowskie Góry Dworzec),
- 736 (Strzybnica Szkoła – Tarnowskie Góry Dworzec),
- 744 (Tarnowskie Góry Dworzec – Tarnowskie Góry Towarowa – Tarnowskie Góry Dworzec).

Przy ulicy zlokalizowany jest przystanek autobusowy Tarnowskie Góry Kościuszki (nieobsługiwany przez autobusy linii 744).

## Mieszkalnictwo
Według danych Urzędu Stanu Cywilnego na dzień 31 grudnia 2022 roku przy ulicy Kościuszki zameldowanych na pobyt stały było 508 osób.

## Galeria

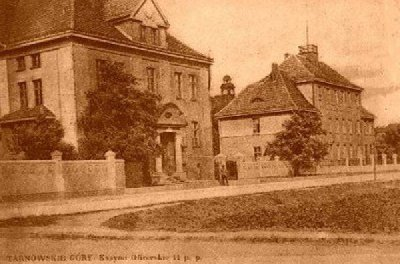
Kasyno oficerskie 11 Pułku Piechoty, ob. ul. Kościuszki 9 (pocztówka z ok. 1930)
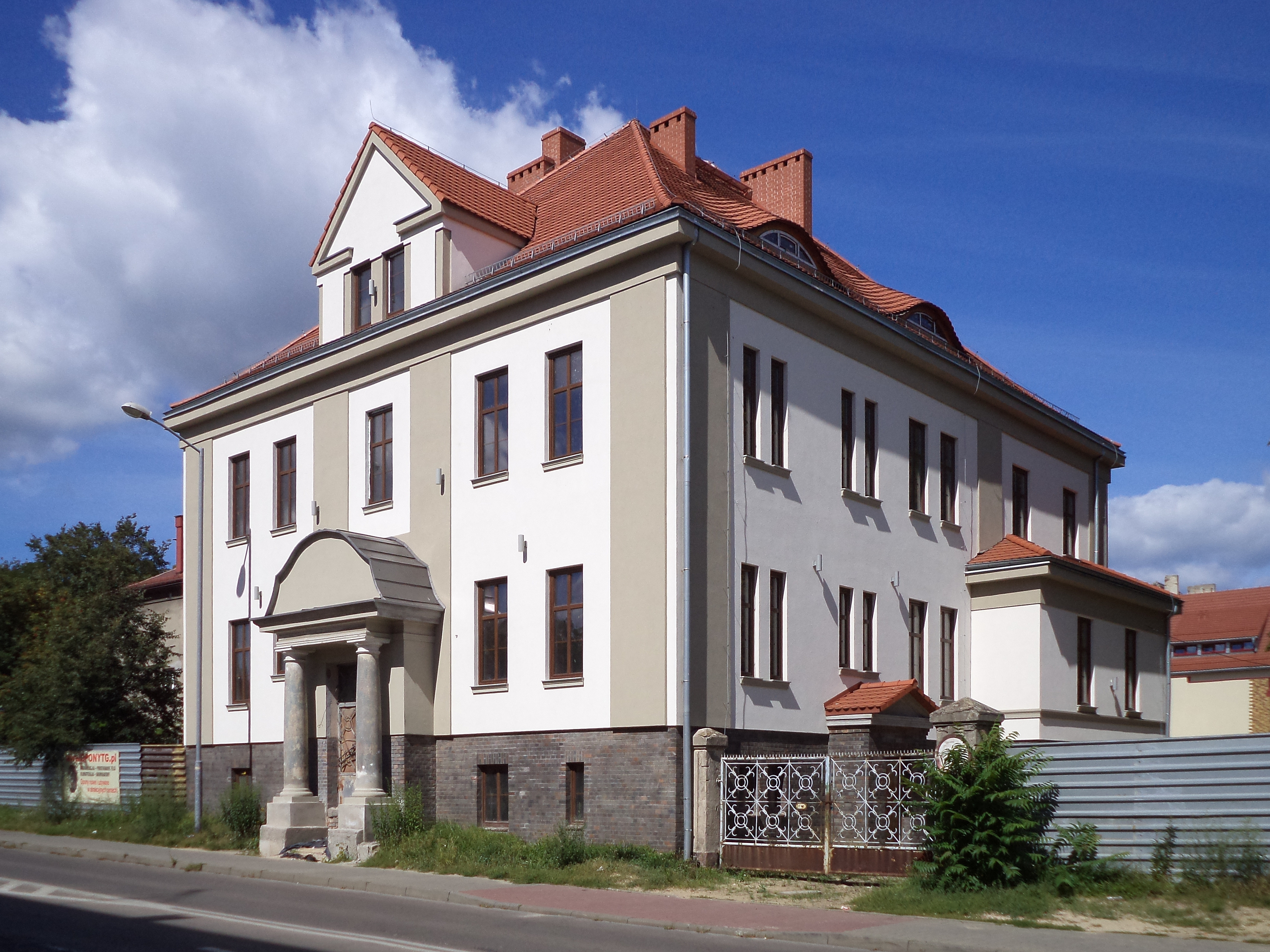
Budynek dawnego kasyna wojskowego, ul. Kościuszki 9 (2016)
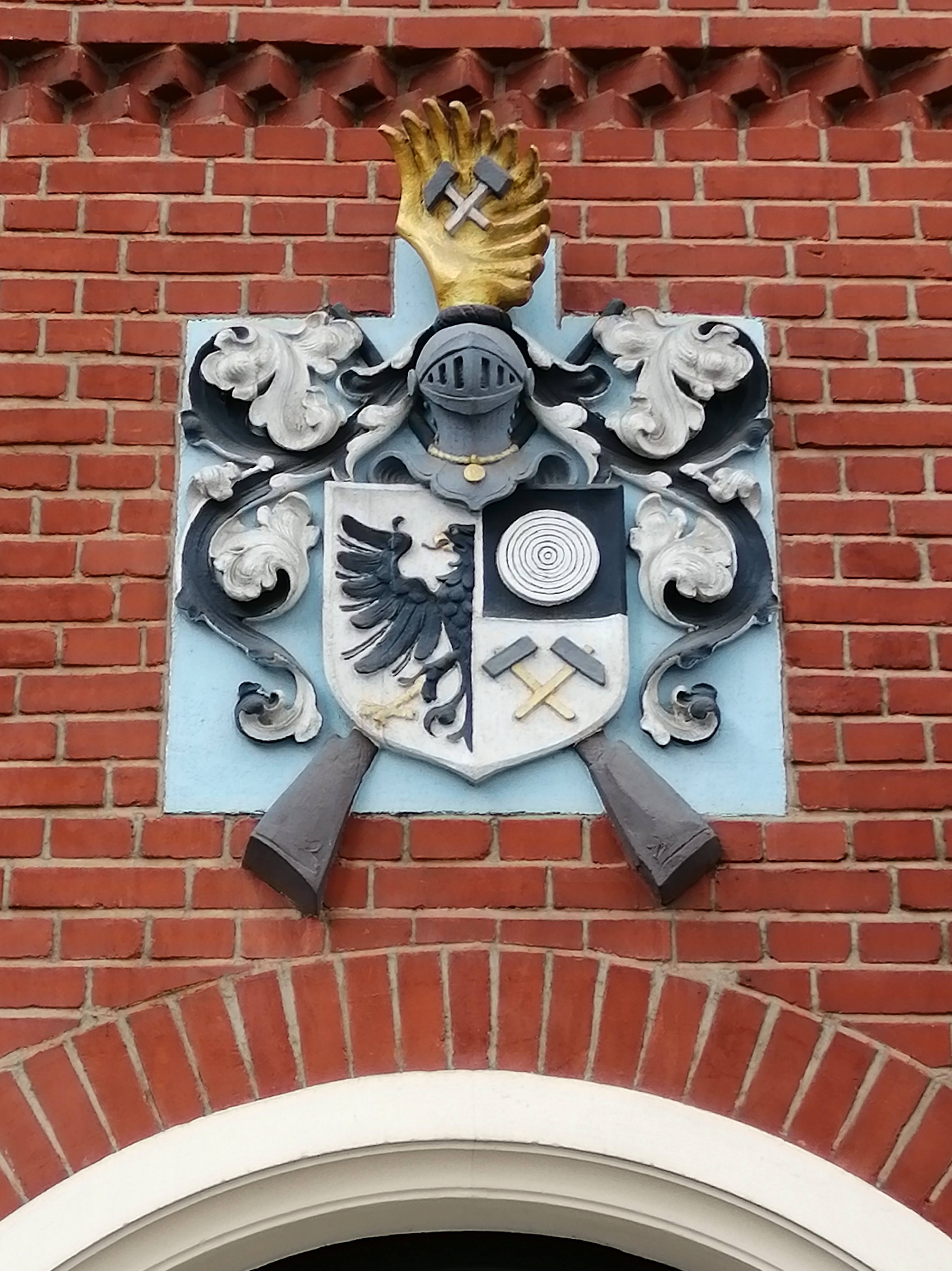
Detal architektoniczny – herb na budynku strzelnicy brackiej (2021)
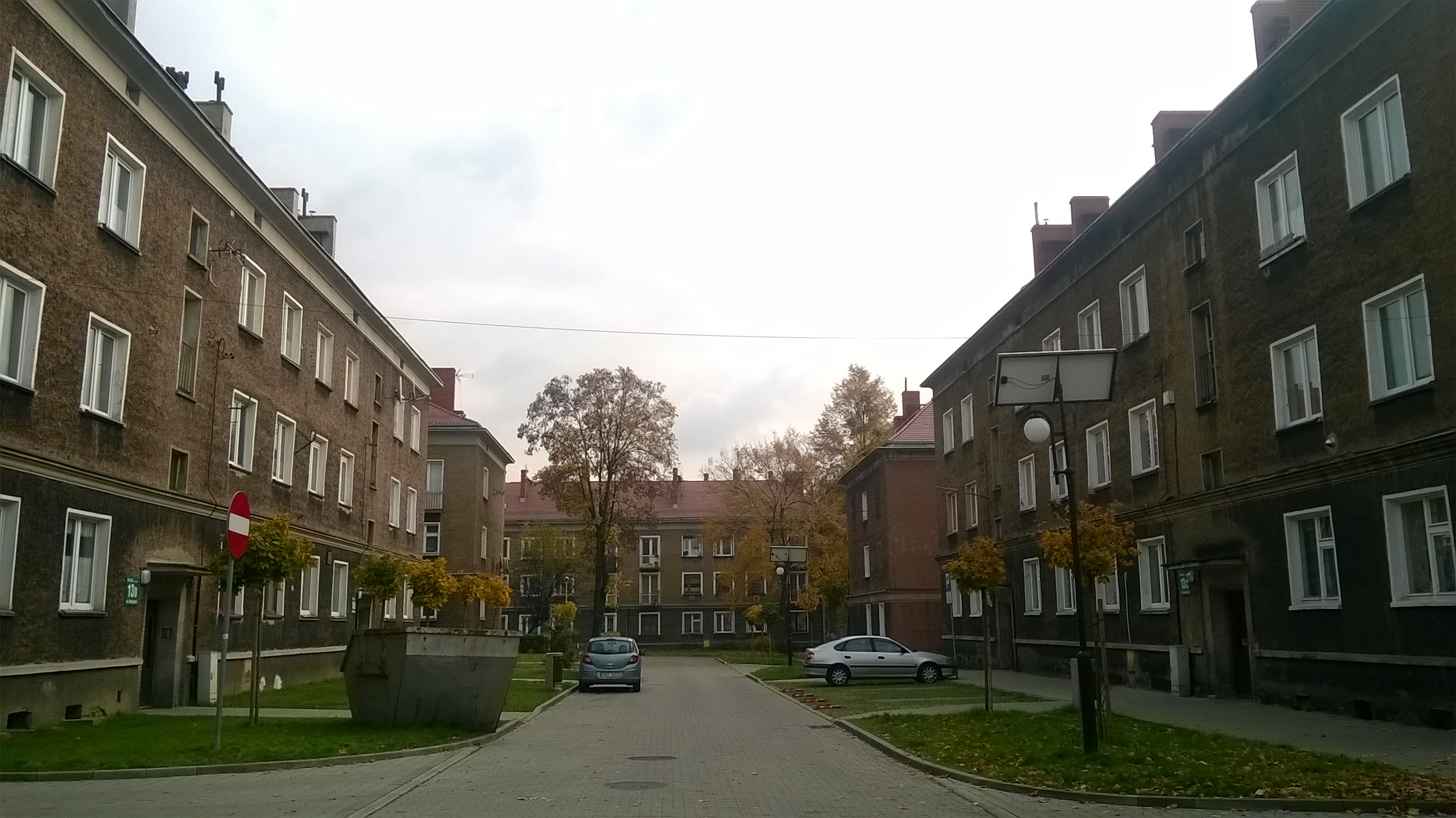
Kwartał zabudowy z lat 50. XX wieku obejmującej m.in. część ul. Kościuszki (2016)
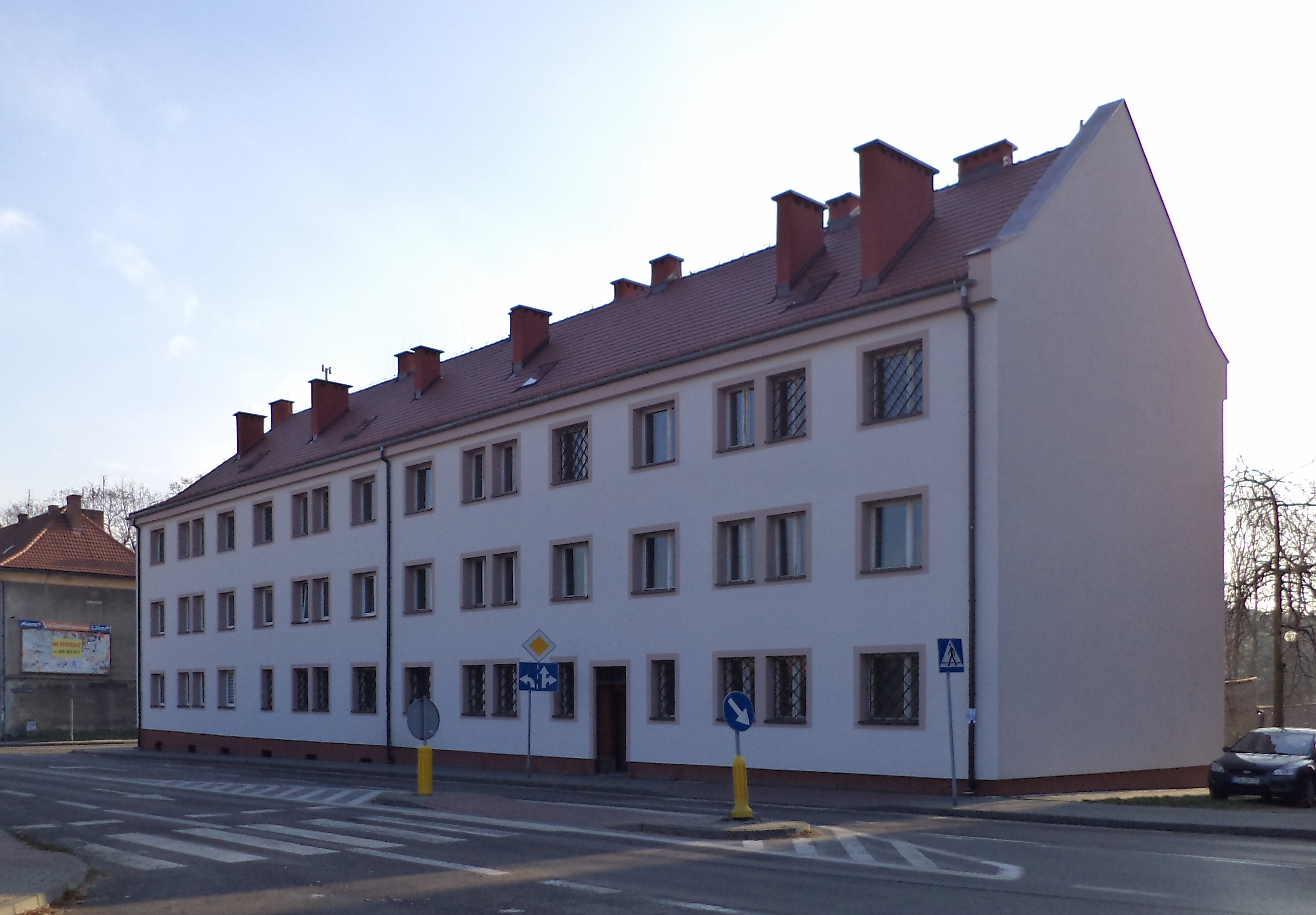
Dawna (do 2015) siedziba Prokuratury Rejonowej w Tarnowskich Górach, ul. Kościuszki 6-8 (2015)
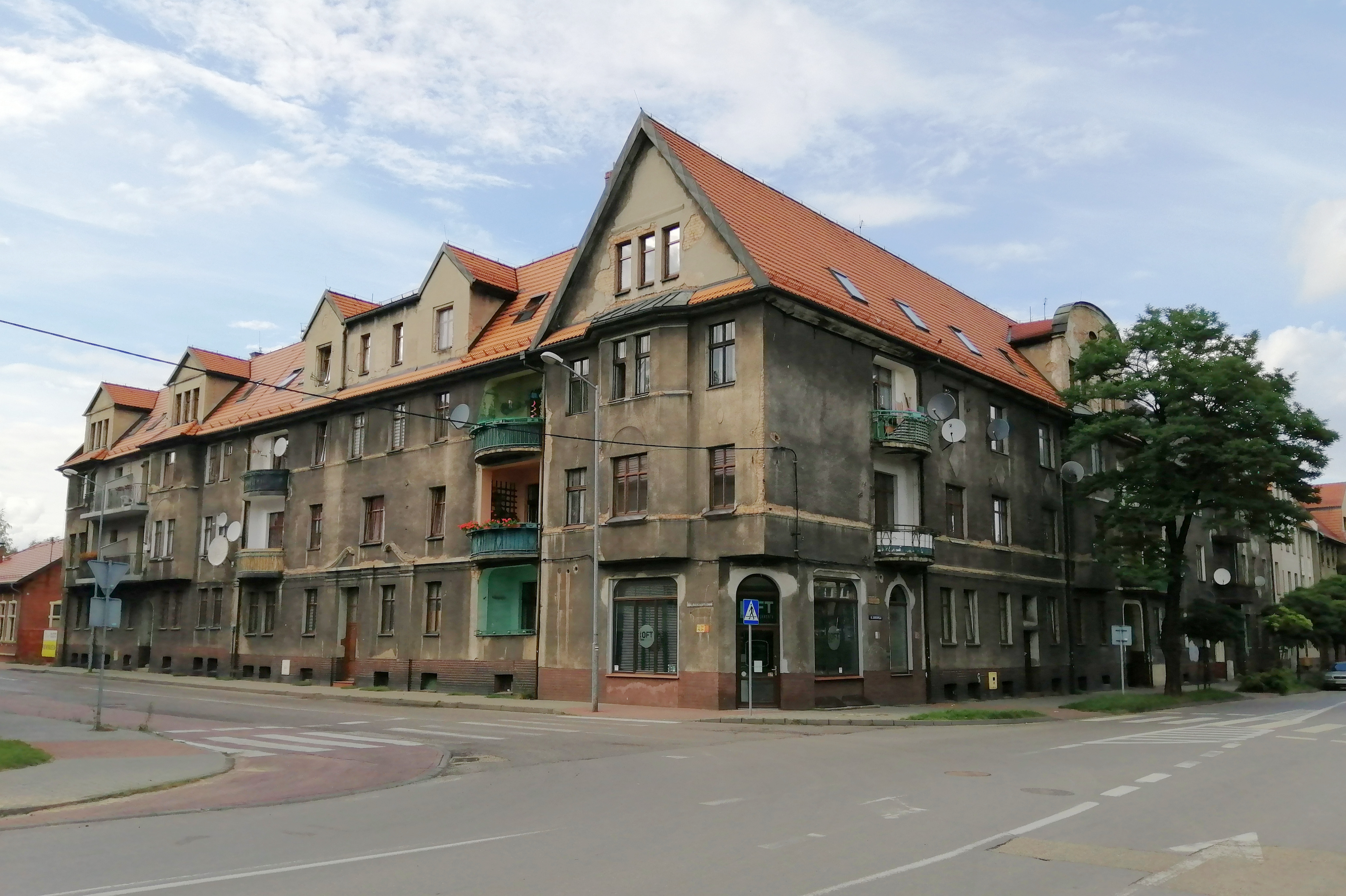
Budynki przy ul. Kościuszki 1 i 3 (2020)